# Pomniki przyrody w gminie Nowa Wieś Wielka
Na terenie gminy Nowa Wieś Wielka znajduje się 7 pomników przyrody ożywionej.
Wszystkie składają się z dębów szypułkowych.
Skład i rozmieszczenie przedstawia się następująco:
| Nr | Lokalizacja                          | Forma             | Nazwa                       | Sztuk | Obwód [cm]   | Rok powołania | Zdjęcie |
| 1. | Prądocin                             | grupa drzew       | 2 dęby szypułkowe           | 2     | 449 i 481    | 1991          |         |
| 2. | Dąbrowa Wielka                       | grupa drzew       | 2 dęby szypułkowe           | 2     | 380 i 396    | 1991          |         |
| 3. | Leszyce                              | pojedyncze drzewo | dąb szypułkowy              | 1     | 350          | 1991          |         |
| 4. | Nowa Wioska                          | pojedyncze drzewo | dąb szypułkowy              | 1     | 312          | 1991          |         |
| 5. | Nowa Wioska                          | pojedyncze drzewo | dąb szypułkowy              | 1     | 410          | 1985          |         |
| 6. | Olimpin, przy drodze ul. Łabiszyńska | pojedyncze drzewo | dąb szypułkowy-czteropienny | 1     | od 96 do 120 | 1991          |         |
| 7. | Olimpin, oddz. leś. 298f             | pojedyncze drzewo | dąb szypułkowy              | 1     | 300          | 1991          |         |